# Jorge Daponte
Jorge Daponte (n. 5 iunie 1923, Buenos Aires, Argentina – d. 9 martie 1963, Buenos Aires, Argentina) a fost un pilot de Formula 1. De-a lungul carierei a luat startul în 2 curse, niciuna din pole-position. Nu a câștigat nicio cursă și nu a terminat niciodată pe podium, acumulând 0 puncte în întreaga activitate ca pilot de Formula 1.